# غونتشي
'
غانسي' (Ганчи) هي مدينة في ولاية صغد في طاجكستان.